# Matthias Brand
Matthias Brand (* 2. Oktober 1952 in Braunschweig) ist ein deutscher Schriftsteller.

## Leben
Brand studierte Theaterwissenschaft, Germanistik und Philosophie an der Freien Universität Berlin. 1979 wurde er dort mit der Dissertation „Fritz Kortner in der Weimarer Republik“ zum Dr. phil. promoviert. Der in Berlin lebende Autor schreibt Prosa, Lyrik, Stücke für Figurentheater, Features und Hörspiele. 1993 war er Stipendiat des Künstlerhauses Schloss Wiepersdorf. Sein Hörspiel Das Ende der Träume wurde im November 1988 Hörspiel des Monats.

## Auszeichnungen
- 1988: Hörspiel des Monats November 1988 für Das Ende der Träume

## Bibliografie

### Prosa
- Skizzen in Berlin. Zus. mit Peter Huth u. Liese Petry. Texte u. Zeichnungen. NGL (Hrsg.). Edition Mariannenpresse Band 3, Berlin 1980. ISBN 3-922510-02-7.
- See, Traum, Gelächter – Erzählungen und Geschichte. Windrose-Verlag, Kieselbronn 1997. ISBN 3-9803612-7-6.

### Hörspiele

#### Autor
- 1988: Das Ende der Träume. Nach Motiven von Erzählungen des polnischen Autors Bruno Schulz – Regie: Bärbel Jarchow-Frey (Hörspielbearbeitung – RIAS)
- 1997: Abwesenheit und Rückkehr. Lyrischer Monolog – Regie: Bärbel Jarchow-Frey (Hörspielbearbeitung, Monolog – Deutschlandradio)
- 2000: 30. Juni 1934: Mord in Neubabelsberg – Regie: Jörg Schlüter (Original-Hörspiel, Dokumentarhörspiel – WDR)
- 2000: Verschleppung eines polnischen Priesters. Fiktive Dokumentation – Regie: Hein Bruehl (Originalhörspiel – WDR)
- 2005: Das Malheur oder Der Krater im Wohnzimmer. Miniaturgroteske für Ohren – Regie: Judith Lorentz (Originalhörspiel, Kurzhörspiel – SWR)
- 2006: Herr Reisenauer spielt Beethoven – Regie: Judith Lorentz (Originalhörspiel – SWR)
- 2008: Wo ist Wotan oder: Das Schnäppchen – Regie: Judith Lorentz (Originalhörspiel – SWR)
- 2021: Blackbird (2 Teile) – Bearbeitung und Regie: Leonhard Koppelmann (Hörspielbearbeitung – HR)

#### Bearbeitungen (Wort)
- 1991: Wilhelm Hauff: Panther & Co: Der Zwerg Nase (auch Sprecher: Erzähler) – Regie: Bärbel Jarchow-Frey (Kinderhörspiel, Hörspielbearbeitung – RIAS)
- 1998: Witold Gombrowicz: Verbrechen mit Vorbedacht – Regie: Bärbel Jarchow-Frey (Hörspielbearbeitung, Kriminalhörspiel – Deutschlandradio)

#### Sprecher
- 1990: Wolfgang Sieg: Niederdeutsches Hörspiel: Sisyphos (Zivi) – Regie: Jochen Schütt (Originalhörspiel, Mundarthörspiel – NDR)